# Condado de King and Queen
O Condado de King and Queen é um dos 95 condados do estado americano de Virgínia. A sede do condado é King and Queen Court House, e sua maior cidade é King and Queen Court House. O condado possui uma área de 845 km² (dos quais 26 km² estão cobertos por água), uma população de 6 630 habitantes, e uma densidade populacional de 8 hab/km² (segundo o censo nacional de 2000). O condado foi fundado em 1691. Faz parte da região metropolitana de Richmond.